# Квинт Алий Максим
Квинт Алий Максим (на латински: Quintus Allius Maximus) е политик и сенатор на Римската империя през 1 век.
От май до юни 49 г. той е суфектконсул заедно с Луций Мамий Полион. След това е легат (legatus pro praetore) в провинция Африка.